# Nationalsozialistischer Lehrerbund
La Nationalsozialistischer Lehrerbund, NSLB (« Ligue nationale-socialiste des enseignants »), créé le 21 avril 1929 est dissoute en 1943. Son siège se trouve à Bayreuth. 

## Histoire
Le fondateur et premier Reichswalter de l'organisation est Hans Schemm (en). Son organe de presse est le Nationalsozialistische Lehrerzeitung.
Cette organisation se considère comme « l'effort commun de toutes les personnes qui se considèrent comme enseignants ou veulent être considérées comme éducateurs, indépendamment de l'origine ou de la formation et du type de l'établissement d'enseignement ». Son objectif est de placer la vision nationale-socialiste du monde au fondement de toute éducation et en particulier de la scolarité. Pour ce faire, elle cherche à avoir un effet sur le point de vue politique des éducateurs, en insistant sur la poursuite du développement de leur esprit en accord avec les valeurs Nationales-socialistes. Les excursions en montagne organisées dans des endroits appelés Reichsaustauschlager (« camps d'échange du Reich ») sont perçues comme aidant ce but.
Après la prise du pouvoir par les Nazis en 1933, le parti nazi valide le NSLB comme la seule organisation d'enseignants du Troisième Reich (l'adhésion n'est pas obligatoire). En juillet 1935 le NSLB fusionne avec l'organisation existante de conférenciers pour former le Nationalsozialistischer Deutscher Dozentenbund (de) (NSDDB).

## Source de la traduction
- (en) Cet article est partiellement ou en totalité issu de l’article de Wikipédia en anglais intitulé « National Socialist Teachers League » (voir la liste des auteurs).